# Martha Schrag
Martha Schrag (* 29. August 1870 in Borna; † 10. Februar 1957 in Karl-Marx-Stadt; vollständiger Name: Juliane Martha Schrag) war eine deutsche Malerin und Grafikerin.

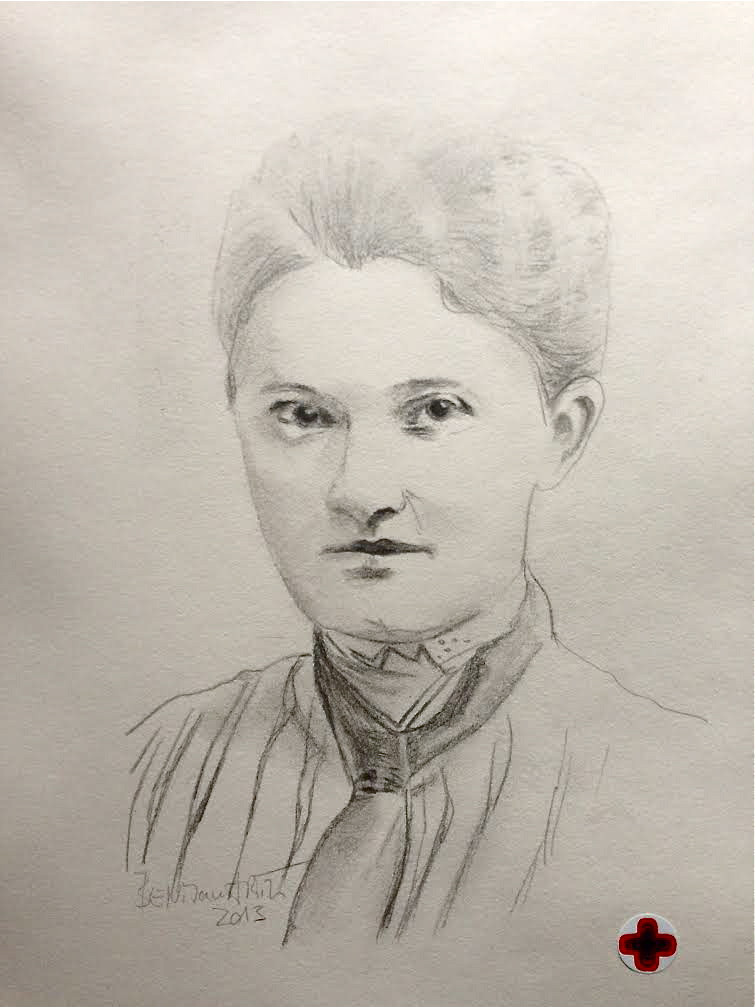
Porträt

## Leben

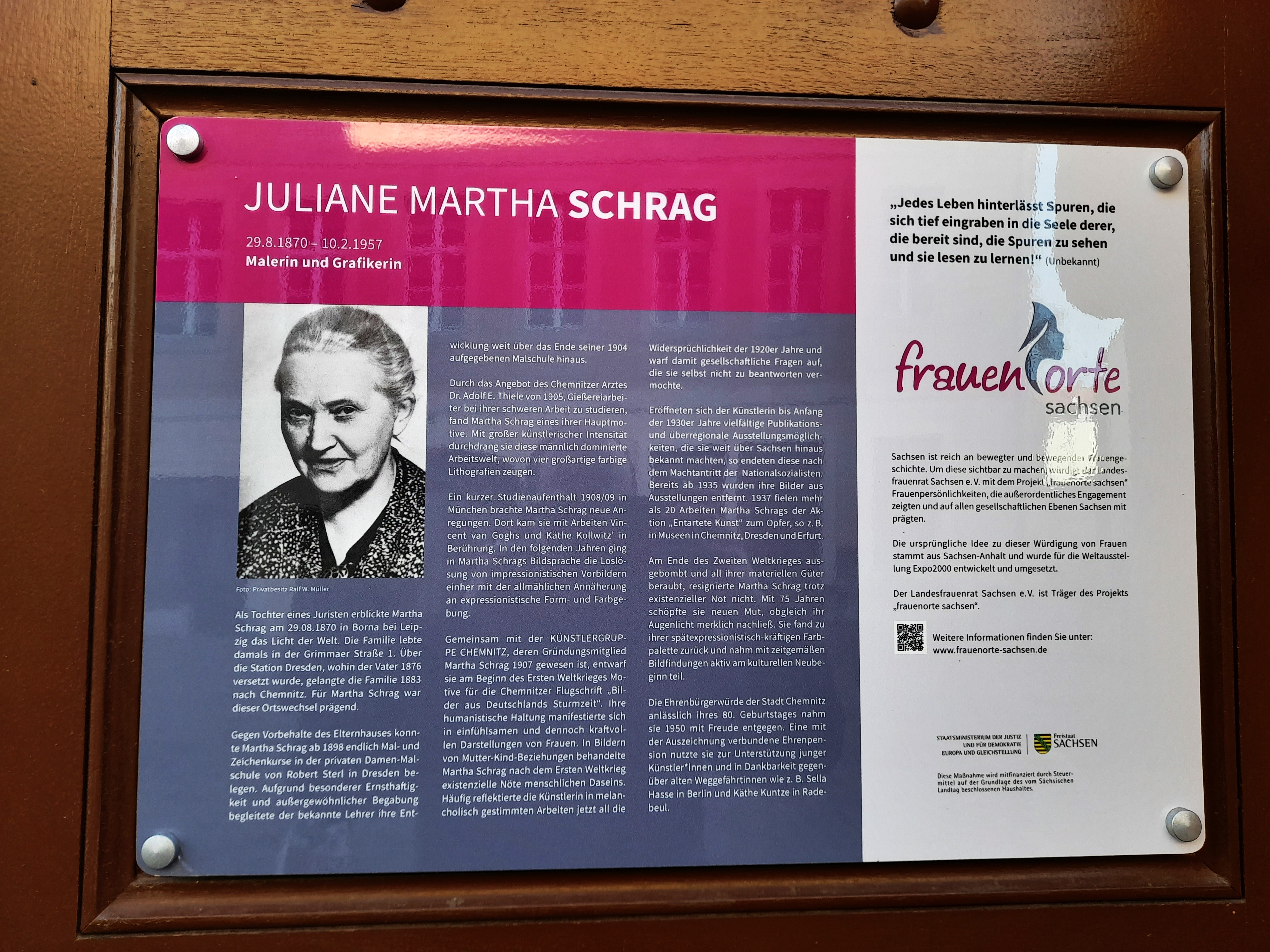
Frauenorte Sachsen, Infotafel Martha Schrag am Wohnhaus Reichsstraße 18 in Borna

Martha Schrag wurde in Borna als zweite Tochter des Richters Arthur Leonhard Schrag geboren und verbrachte ihre Kindheit in Dresden. Im Jahr 1884 zog die Familie nach Chemnitz, wo ihr Vater Landgerichtsdirektor wurde. Sie erfuhr keine Förderung ihres Talentes durch das Elternhaus.
Da zu dieser Zeit ein akademisches Studium für Frauen nicht möglich war, gelang es ihr 1898, sich ein Studium an der Malschule für Damen in Dresden zu erstreiten. Ihre Lehrer waren dort Robert Sterl, Wilhelm Georg Ritter, Anton Josef Pepino und Wilhelm Claudius. Nach Abschluss ihres Studiums 1904 kam sie durch erste Ausstellungen in Chemnitz zu Anerkennung. Der einflussreiche Chemnitzer Arzt, Kunstsammler und Rezensent Adolf Thiele entdeckte ihr großes Talent und förderte sie fortan. So verschaffte er ihr auch Zugang zu einer Chemnitzer Gießerei und Maschinenfabrik. Die dort empfundenen Eindrücke beeinflussten Martha Schrags weiteren Stil und Inhalt ihrer Werke.
1907 schloss sie sich der Künstlergruppe Chemnitz an und stellte mit deren Mitgliedern in verschiedenen deutschen Städten aus. 1908 ging Martha Schrag kurzzeitig auf der Suche nach künstlerischer Inspiration nach München an die Malschule von Albert Weisgerber. Dort begegnete sie auch Werken von Vincent van Gogh, Paul Cézanne und Käthe Kollwitz, die nicht ohne Auswirkung auf ihre Arbeit blieben. In der Zeit bis zum Ersten Weltkrieg vervollkommnete sie ihre Ausdrucksformen. Motive waren häufig der arbeitende Mensch in der Industriestadt und die von ihm veränderte Landschaft. Während des Krieges tritt die expressionistische Ausdrucksform in den Vordergrund. Ihre Grafiken zeigen tröstende Frauen und den Schrecken des Krieges. Das ausdrucksvollste Werk ihres grafischen Schaffens war die 1920 entstandene Mappe „Stürme“, in der sie Kriegsschrecken im expressionistischen Stil zeigte. Sie hatte weiter regelmäßig Ausstellungen, zum Beispiel in der Chemnitzer Kunsthütte. Ihre Arbeiten wurde auch von renommierter Auktionshäusern angeboten, so 1922 eine Zeichnung auf einer Auktion moderner Grafik des Antiquariats Paul Graupe.
Ihre Bekanntheit blieb jedoch regional begrenzt. Durch den Verkauf ihrer Bilder konnte sie kaum den Lebensunterhalt bezahlen, daher betrieb sie noch eine Malschule, zu deren Schülern u. a. Walter Schurig gehörte. 
In der Zeit des Nationalsozialismus war Martha Schrag obligatorisch Mitglied der Reichskammer der bildenden Künste. Sie stellte aber nur noch selten aus. Ihre letzte sicher belegte Ausstellung erfolgte 1935. 1937 wurden im Rahmen der deutschlandweiten konzertierten Aktion „Entartete Kunst“ 23 ihrer Arbeiten aus der Städtischen Kunstsammlung Chemnitz, der Kunsthütte Chemnitz, dem Kupferstichkabinett Dresden, dem Museum für Kunst und Heimatgeschichte Erfurt, dem Museum der bildenden Künste Leipzig und der Dresdener Staatlichen Gemäldegalerie beschlagnahmt und vernichtet. Bei dem Bombenangriff auf Chemnitz im März 1945 wurde ihr Wohnhaus in der Heinrich-Beck-Straße 45 auf dem Chemnitzer Kaßberg und damit ein großer Teil ihres Werkes zerstört. 
Trotz ihres stark nachlassenden Sehvermögens malte sie nach dem Krieg weiter. Ihr wurde nun mehr öffentliches Interesse zuteil und sie stellte häufig in Sachsen aus.
Anlässlich ihres 80. Geburtstages erhielt sie 1950 die Ehrenbürgerwürde von Chemnitz. Fast erblindet zeichnet Martha Schrag bis zu ihrem Tod immer wieder Skizzen mit dem Kohlestift. Ihre letzte Ruhe fand sie auf dem Nikolai-Friedhof in Chemnitz.
Martha Schrag war Mitglied im Deutschen Künstlerbund.

## Darstellung Martha Schrags in der bildenden Kunst
- Hanns Diettrich: Martha Schrag (Büste; 1943)[5]

## Werke (Auswahl)

### 1937 als „entartet“ beschlagnahmte und vernichtete Werke (Auswahl)
- Der Aufstand (Lithografie aus der Mappe „Stürme“; 1920;  Kunsthütte Chemnitz)
- Liebespaar (Tafelbild; Kunsthütte Chemnitz)
- Gasanstalt (Tafelbild; Städtische Kunstsammlung Chemnitz)
- Ulmenstraße (Tafelbild; Staatliche Gemäldegalerie Dresden)
- Arbeitslose (Holzschnitt; 1914; Museum für Kunst und Heimatgeschichte Erfurt)

### Weitere Werke (Auswahl)

#### Tafelbilder
- Frau mit Leselampe (Öl; 1907)[5]
- Blick auf die Vorstadt Kappel (Öl; 1926)[5]
- Heilige Nacht (vor 1948, Öl)[6]
- Lesendes Paar (1946, Öl, 65,5 × 46 cm; Galerie Neue Meister Dresden)[7]

#### Zeichnungen
- Säende Bäuerin (1918, Kohle, 47 × 35 cm)[8]
- Gerüstbauer (1950, Kreide)[9]
- Mutter mit Kind (vor 1953, Kreide)[10][11]

## Ausstellungen (unvollständig)

### Einzelausstellungen
- 1920: Chemnitz, Kunsthütte („Gemälde und Graphik 1905–1920“)
- 1930: Chemnitz, Städtisches Museum (zum 60. Geburtstag)
- 1955: Glauchau, Städtisches Museum („Zwei Künstlerinnen des Volkes. Käthe Kollwitz, zur 10. Wiederkehr ihres Todestages am 22. April. Martha Schrag, zur Vollendung ihres 85. Lebensjahres“)

#### Postum
- 1958: Chemnitz, Städtische Kunstsammlung (Gedächtnisausstellung)
- 2007: Chemnitz, Schlossbergmuseum („Gemalte Sehnsucht – Martha Schrag“)
- 2007: Borna, Galerie Goldner Stern
- 2020: Struppen, Robert-Sterl-Haus

### Teilnahme an Gruppenausstellungen

#### Sicher belegte Teilnahme an Ausstellungen in der Zeit des Nationalsozialismus
- 1933: Magdeburg, Haus des Kunstvereins, und Saarbrücken, Heimatmuseum („Deutscher Künstlerbund. Erste Ausstellung“)
- 1934: Dresden, Brühlsche Terrasse („Sächsische Kunstausstellung“)
- 1935: Leipzig, Museum der Bildenden Künste („Deutsche Graphikschau“)
- 1935: Chemnitz, König-Albert-Museum („Ausstellung aus Privatbesitz“)

#### In der sowjetischen Besatzungszone bzw. der DDR
- 1946: Dresden, Allgemeine Deutsche Kunstausstellung
- 1947: Freiberg, 2. Ausstellung Erzgebirgischer Künstler
- 1948 und 1951: Chemnitz, Schlossberg-Museum („Mittelsächsische Kunstausstellung“)[12]

##### Postum
- 1978/1979: Berlin, Altes Museum („Revolution und Realismus. Revolutionäre Kunst in Deutschland 1917 bis 1933“)
- 1979: Berlin, Altes Museum („Weggefährden – Zeitgenossen. Bildende Kunst aus 3 Jahrzehnten “)
- 1986: Leipzig, Museum der Bildenden Künste („Worin unsere Stärke besteht. Kampfaktionen der Arbeiterklasse im Spiegel der bildenden Kunst.“)